# Humberto Elgueta
Humberto Elgueta (* 10. September 1904 in Santiago de Chile; † 28. November 1976) war ein chilenischer Fußballspieler.
Elgueta war Mitglied der Nationalmannschaft seines Heimatlandes und nahm mit ihr an der ersten Fußball-Weltmeisterschaft 1930 teil. Dort kam er im Spiel gegen Mexiko zum Einsatz.
Zuvor spielte er bereits bei der Campeonato Sudamericano 1920 und 1922 für Chile.